# 本橋裕子
本橋 裕子（もとはし ゆうこ、1985年3月17日 - ）は、日本の女子レスリング選手、プロレスラー。静岡県静岡市出身。身長155cm、体重52kg、血液型B型。中京女子大学卒業。エスオベーション所属。

## 所属
- エスオベーション（2007年 - ）

## 来歴・人物
清水ドリームスでレスリングを始め、カデット世界選手権代表にも選ばれる。
中京女子大学レスリング部では伊調馨と同期。2006年クイーンズカップ51kg級で3位に入賞するなど活躍した。
卒業後、エスオベーションに入団。
2007年8月5日に新木場1stRINGで行われた対吉田万里子戦でプロレスデビュー。
プロレスラーとしての活動と並行して、成国晶子の指導の下、レスリング競技も継続。2007年の全日本社会人48kg級で優勝を果たした。

## 得意技
- タックル